# Конрад I фон Геролдсек
Конрад I фон Геролдсек (на немски: Konrad I von Geroldseck; * пр. 1378; † 1417) е господар на Геролдсек-Зулц на Некар.

## Произход
Той е син на Валтер VII фон Геролдсек († сл. 1379) и втората му съпруга графиня Маргарет фон Тюбинген († сл. 1385), дъщеря на граф Конрад I фон Тюбинген-Херенберг († 1377) и Маргарета Шпат фон Файминген († сл. 1370). Роднина е на Конрад I фон Геролдсек, който е княжески епископ на Страсбург (1179 – 1180).

## Фамилия
Конрад I фон Геролдсек се жени за Анна фон Урзлинген († сл. 1424), дъщеря на херцог Конрад VII фон Урзлинген († сл. 1372), и Верена фон Кренкинген. Те имат децата:
- Маргарет († 26 май 1440), омъжена 1408 г. за Брун (Еберхард) фон Лупфен († 1439)
- Хайнрих VII фон Геролдсек († 1464), господар на Геролдсек-Зулц; има двама сина и дъщеря
- Георг I фон Геролдсек († 1451/1453), господар на Геролдсек-Зулц, женен за Маргарета фон Гунделфинген († сл. 1454)
- Конрад II († сл. 1451)
- Ханс III († сл. 1457)
- Райнолд († 18 май 1452), провост на Визенщайг
- Елизабет († сл. 1451), приорес в Кирхберг
- дъщеря, омъжена за фон Хюрнхайм
- Йохан II фон Геролдсек († 1485), фрайхер фон Зулц, женен за Урсула фон Тутенщайн († сл. 1429)